# Hennstedt (Dithmarse)
Pour les articles homonymes, voir Hennstedt.
Hennstedt est une commune et le chef-lieu d'un Amt (Kirchspielslandgemeinden Eider) dans le nord de l'arrondissement de Dithmarse au Schleswig-Holstein en Allemagne. Elle se trouve environ à quatre kilomètres au sud de l'Eider.

## Personnalités liées à la ville
- Nicolas Raimarus Ursus (1551-1600), astrologue né à Hennstedt.